# Willem Barend Aalbers

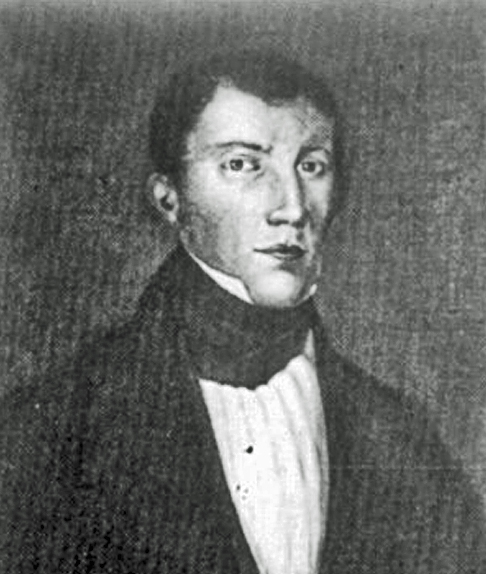
Willem Barend Aalbers, burgemeester en secretaris van Wisch 1838-1846

Willem Barend Aalbers (Terborg, 3 december 1811 – Terborg, 23 april 1846) was een Nederlands burgemeester.

## Familie
Zijn grootvader Berend Aalbers (Ruurlo 1729-Terborg 1797) werd in 1751 richter van de Lichtenberg, een miniheerlijkheid onder Silvolde, die dan in bezit is van de familie Van Heeckeren van Kell op kasteel Ruurlo. Naderhand kreeg hij ook functies in de heerlijkheid Wisch, waaronder richter, stadhouder en landschrijver.  Hij kreeg zes kinderen en woonde in het Richtershuis in Terborg,  
Zijn vader Everhard Aalbers (1766-1832) was grondeigenaar, 1e assessor van Wisch (wethouder en loco-burgemeester) en tevens brouwer, richter en rentmeester van de heerlijkheid Lichtenberg, Hij trouwde in 1803 met Gesina ten Cate, rentenierster, dochter van een textielfabrikant uit Eibergen. Het echtpaar kreeg een dochter en een zoon.   
Willem Barend Aalbers trouwde op 24 april 1839 in Eibergen met Johanna Machtilda Smits (1814-1864), dochter van Gerrit Smits (1780-1854), lakenkoopman, grondbezitter en vrederechter te Eibergen en Elisabeth Scholten. Het echtpaar kreeg drie zoons en een dochter.  

## Biografie
Aalbers bezocht de Latijnse school in Arnhem, maar hij had geen aanleg voor geleerdheid. Van studie aan een universiteit is het dan ook niet gekomen.
Hij trad in 1833, op 22-jarige leeftijd, in de bestuurlijke voetsporen van zijn vader. Hij werd benoemd tot gemeentesecretaris van Wisch, onder de toenmalige burgemeester Dericks (1825-1834). Hij bleef in die functie tijdens de korte ambtsperiode van diens opvolger Mackay (1834-1838).
Op 11 maart 1838 werd hij benoemd tot burgemeester en gemeentesecretaris van Wisch, ingaande 6 april 1838. Hij was toen nog maar 27 jaar oud. Hij bleef in deze functies gedurende acht jaar. Daarin behandelde hij de voor die tijd gebruikelijke zaken. Dat deed hij kennelijk goed, want er zijn uit zijn ambtsperiode geen bijzonderheden bekend. Begin 1846 bleek, dat hij leed aan bloedspuwing, waarschijnlijk TBC. Op 23 april 1846 overleed hij, nog maar 34 jaar oud. Hij werd opgevolgd door Jan van der Zande.